# Gomma (Musiklabel)
Gomma Records ist ein Münchener Independent-Plattenlabel, 1999 gegründet von Jonas Imbery und Mathias Modica. 2016 wurde der Betrieb vorerst eingestellt. Es veröffentlichte weltweit elektronische Musik. Gomma galt als ein Label, das in den 2000er Jahren weltweit Beachtung fand und als hip galt.
Gomma gilt international als eines der wichtigsten Labels in der internationalen Dance-Music-Szene und die Vermischung von Stilen. Das Label arbeitet viel mit bildenden Künstlern, Videomachern und Grafikern zusammen. Neben vielen Alben- und Remix-Veröffentlichungen umfasst das musikalische Repertoire von Gomma Records auch viele Kompilationen wie Anti NY, Teutonik Disaster, 100 % Gomma. Seit 2013 betreibt Gomma auch das Sublabel Toy Tonics für neue Funk-orientierte House-Musik.
Neben den Künstlern, die ihre Karriere bei Gomma begonnen haben (WhoMadeWho, Munk, Headman, Moullinex u. a.), haben auch viele international renommierte Künstler Nebenprojekte auf Gomma veröffentlicht: James Murphy (LCD Soundsystem), Peaches, Nick McCarthy (Franz Ferdinand), Daniel Avery (Phantasy), The Rammellzee u. a.

## Musiker (Auswahl)
- The Barking Dogs
- Barotti
- Box Codax
- Hugo Capablanca
- The Deadstock 33s
- DJ Rocca & Dimitri From Paris
- Esperanza
- Headman
- Hotlane
- Kamerakino
- The KDMS
- Manuel Kim
- Mercury
- Mocky
- Moullinex
- Munk
- The Phenomenal Handclap Band
- Rammellzee
- Telonius
- Tomboy
- Nancy Whang
- WhoMadeWho